# Bicentenario del Proceso de Emancipación Oriental (Uruguay)

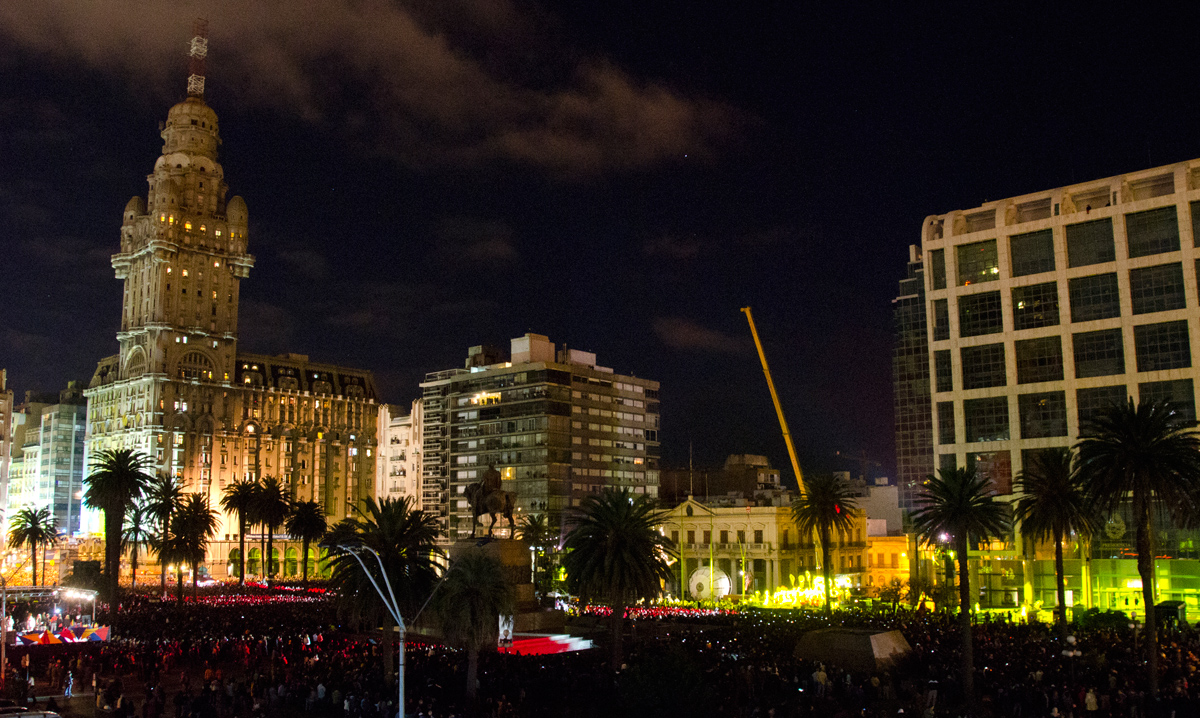
Imagen de la Plaza Independencia durante los festejos del Bicentenario.

El Bicentenario del Proceso de Emancipación Oriental, celebrado en el año 2011 en Uruguay, conmemoró los hechos históricos de 1811 que iniciaron el proceso de independencia del Pueblo Oriental. Estos incluyen: el Grito de Asencio (28 de febrero de 1811), la proclama de José Artigas desde el Cuartel General en Mercedes (11 de abril de 1811), la Batalla de Las Piedras (18 de mayo de 1811), el sitio a la ciudad de Montevideo, y la Asamblea de la Quinta de la Paraguaya (10 al 23 de octubre de 1811) y el Éxodo del Pueblo Oriental (octubre de 1811).

## Historia
En su origen, la Banda Oriental era parte de los dominios de la Corona española en Sudamérica, más precisamente, del Virreinato del Río de la Plata. Con la Revolución de mayo de 1810 en Buenos Aires se desencadenaron, a su vez, los hechos acaecidos en 1811 al otro lado del Río de la Plata; dichos sucesos formaron parte de los procesos regionales que determinaron la formación de Uruguay y de otros países en la región. 
Muchas efemérides celebradas en suelo uruguayo suelen dar lugar a cuestionamientos de rigor historiográfico, y esta no es la excepción.
Es inseparable la figura de José Gervasio Artigas de todo este complejo proceso; su aspiración era liberar a las provincias de la región del Río de la Plata y formar una gran confederación, que en parte tuvo vida en la Liga Federal (1814-1820). Los historiadores todavía discuten arduamente qué es lo que realmente se celebra, si «el inicio de la independencia de Uruguay» o simplemente «la emancipación de España».

## Efemérides
Estos festejos recuerdan el Grito de Asencio que marcó el comienzo de la insurrección de la Banda Oriental (28 de febrero de 1811), la proclama de José Artigas a sus compatriotas, desde el Cuartel General en Mercedes (11 de abril de 1811), la Batalla de Las Piedras (18 de mayo de 1811), lo que tuvo como consecuencia el sitio a la ciudad de Montevideo, y la Asamblea de la Quinta de la Paraguaya en la que José Artigas fue elegido como Jefe de los Orientales (10 al 23 de octubre de 1811) y su culminación en el Éxodo del Pueblo Oriental entre el 23 de octubre y las primeras semanas de diciembre en que los orientales cruzaron el río Uruguay para instalarse en el Ayuí. En 1813 se recuerdan por su parte las Instrucciones del Año XIII.

## Celebraciones
En lo que va del período que abarca la ley se llevaron adelante distintos eventos, recordando diferentes hechos históricos en distintos puntos del país.

### Copa Bicentenario
Con el objetivo de rememorar el Bicentenario, se organizó por la "Copa Antel Bicentenario" un partido "clásico" entre Peñarol y Nacional en enero de 2011, el cual fue ganado por Peñarol 2 a 1.

### Lanzamiento
El 15 de febrero de 2011 se realizó en el Salón de los Pasos Perdidos del Palacio Legislativo el lanzamiento oficial de los festejos del Bicentenario. Contó con la presencia del presidente de la República, José Mujica, quien expuso que «ningún conflicto es más importante que la afirmación de nuestra Nación y de nuestra unidad nacional; por eso, hagamos con fuerza todo lo posible para repensar hondamente en este segundo centenario». Estuvieron presentes también otras autoridades nacionales e integrantes de la Comisión Bicentenario.

### Grito de Asencio
El domingo 27 de febrero de 2011 se festejó el primer hito del Bicentenario en la rambla de la ciudad de Mercedes (Soriano), donde se desarrollaron los festejos conmemorativos del Grito de Asencio. La celebración contó con un área de recreación y deporte, una plaza gastronómica y tres escenarios a lo largo de un kilómetro y medio, donde se presentaron artistas consagrados, así como los nuevos exponentes de la música popular uruguaya. La fiesta fue organizada por la Comisión del Bicentenario en coordinación con la intendencia de Soriano, Centros MEC y organizaciones sin fines de lucro. Concurrieron 60000 personas aproximadamente.

### Batalla de las Piedras
El festejo en la ciudad de Las Piedras (Canelones), fue el segundo hito del Bicentenario 2011. Estuvo presente el presidente de la República y autoridades nacionales y locales, fue organizado por la Comisión del Bicentenario y la Intendencia de Canelones. Asistieron un total de 100000 personas durante toda la jornada. El festejo fue realizado en el entorno del Parque Artigas de la ciudad de Las Piedras.Los escenarios montados en el Parque Artigas recibieron la actuación de numerosos e importantes artistas entre ellos el Ballet Nacional del Sodre, Chekeré, Mónica Navarro, Jorge Nasser y La Vela Puerca. También hubo una plaza de comidas, una feria del Bicentenario, una ludoteca situada en el Estadio de Juventud de Las Piedras, el clásico desfile cívico militar en la Avenida Bicentenario y se inauguró el Pabellón del mismo nombre. Todos los años, se realizan los Festejos de la Batalla de Las Piedras o Celebración el 18 de mayo en Las Piedras.

### Festejos centrales
El 10 de octubre de 2011 se realizaron grandes festejos en el Centro de Montevideo. Cuatro escenarios brindaron diversos espectáculos al público. De los visitantes extranjeros se destacó la presencia de La Fura dels Baus; también actuaron Jaime Roos, El Cuarteto de Nos, Bajofondo, Jorge Drexler, La Vela Puerca, La Tabaré, Las Pelotas, Gilberto Gil, El Choque Urbano, Fata & Cia, Los Tres, Tonolec, El Mató a un Policía Motorizado, Alejandro Balbis, Dani Umpi, Hablan por la Espalda, Alberto Wolf & Los Terapeutas, Daniel Viglietti, Malena Muyala, Tronar de Tambores y Elumbe. Causó sensación la caracterización del personaje de José Artigas por el actor Rubén Yáñez.
Dignatarios extranjeros como Hillary Clinton enviaron mensajes de saludo por la conmemoración.

### La Redota

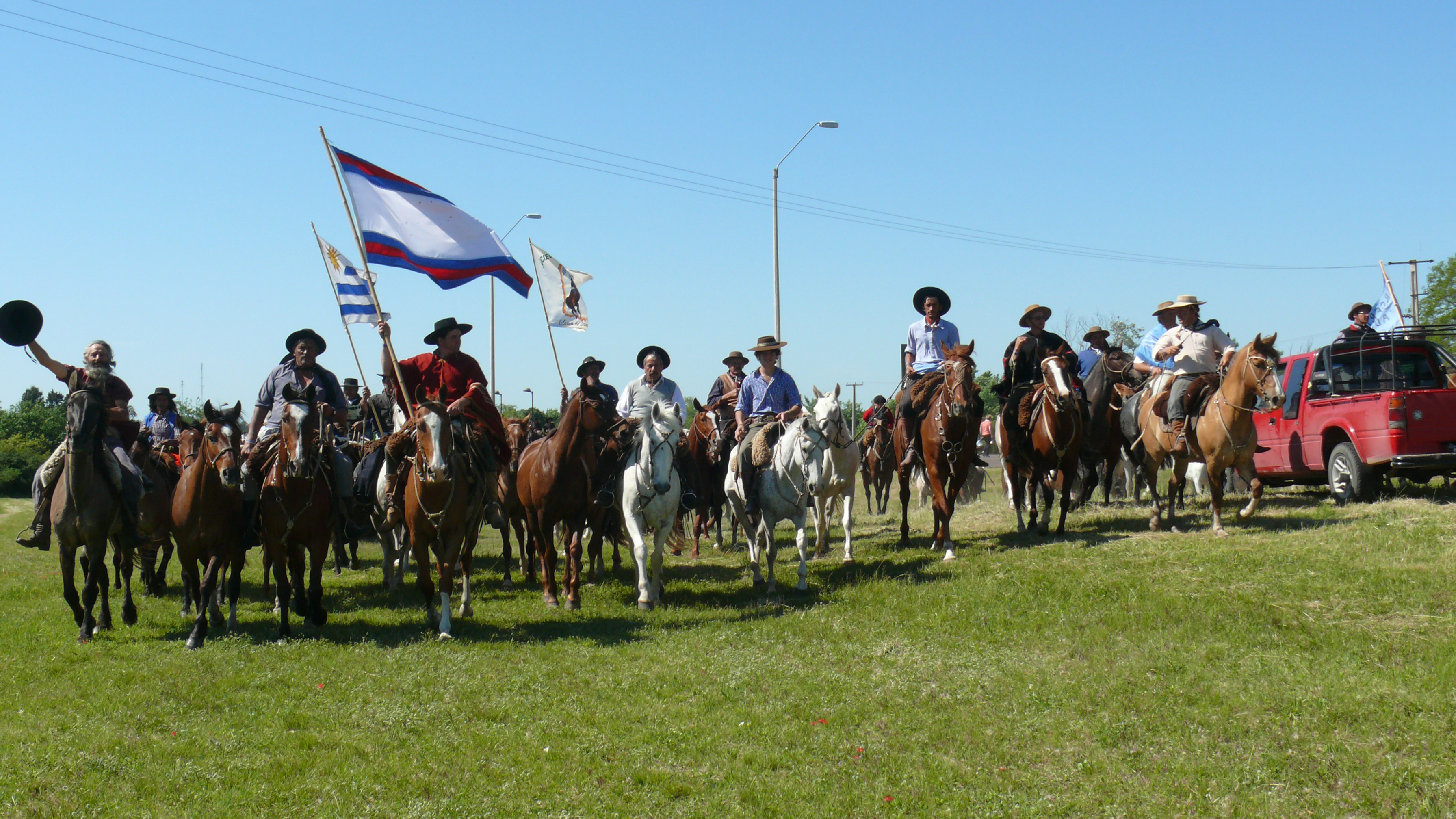
La Redota en Paysandú por Actividades del Bicentenario Uruguay.

Desde el 23 de octubre al 5 de noviembre de 2011 se llevó a cabo la recreación de «La Redota, marcha del Bicentenario». El hecho histórico, también conocido como «Éxodo del Pueblo Oriental», es uno de los hitos centrales del año 11. La organización estuvo a cargo de la Secretaría Ejecutiva del Bicentenario junto a Intendencias y Aparcerías de San José, Flores, Soriano, Río Negro, Paysandú y Salto. La marcha, que contó con el apoyo logístico del Ejército Nacional para el armado de campamentos y la alimentación, partió de Paso de los Carros, San José, y recorrió 544 km antes de llegar el pasado 5 de noviembre al Ayuí. Hubo más de 300 jinetes inscriptos y se estima que llegaron a la capital salteña aproximadamente tres mil marchantes. El recorrido, similar al realizado hace 200 años por el pueblo oriental, atravesó varios centros poblados, desde pequeñas localidades a capitales departamentales: Ismael Cortinas, Paso de los Carros, Palmar, Escuela Kennedy, Young, Paysandú y Salto. En cada una de estas llegadas se realizó un desfile y una fiesta de bienvenida con espectáculos y actividades recreativas. Las escuelas por donde pasó la marcha también fueron parte del homenaje. Allí se organizaron distintas propuestas, desde actividades artísticas culturales para niños y niñas, hasta acciones de carácter simbólico, como la plantación de un ibirá pita -árbol de Artigas- en la institución, la entrega de una mini biblioteca y el regalo de moñas edición bicentenario.

### Día del Candombe
En el marco del Bicentenario y del Año Internacional de los Afrodescendientes en 2011 se realizó una nueva edición del Día Nacional del Candombe, la Cultura Afrouruguaya y la Equidad Racial, con diversas actividades, bajo la consigna «Por un Uruguay Solidario sin Racismo». En este marco se realizó la inauguración de la Casa de la Cultura Afrouruguaya con un desfile de Llamadas por la calle Isla de Flores, entre otros espectáculos. Además, en el Teatro de Verano se celebró con tambores, feria y espectáculos, como la participación de Rubén Rada, Eduardo Da Luz, Bola 8, la Calenda Beat, Kawe Calipso con Canto América de Costa Rica, y Olodum desde Salvador de Bahía.

### Cierre de las actividades 2011
Como cierre del Año del Bicentenario 2011 se realizó una función al aire libre para 50000 personas en la Rambla de Montevideo con las actuaciones del Ballet Nacional del Sodre y la murga Agarrate Catalina. Dirigido por Julio Bocca, el cuerpo de baile del Sodre realizó un show integrado por fragmentos de los espectáculos Adagietto, El cascanueces, Doble corchea, El corsario y Tango y candombe. Esta fue la primera vez que se presentaron a cielo abierto en Montevideo y con entrada gratuita, en un formato atípico para el Ballet Nacional del Sodre. Por su parte, la murga Agarrate Catalina debió improvisar un espectáculo alternativo debido a las inclemencias del tiempo que no acompañaron los festejos. El conjunto bajó del escenario para mezclarse entre el público y brindar un show totalmente distinto al que tenían previsto.

## Actividades posteriores

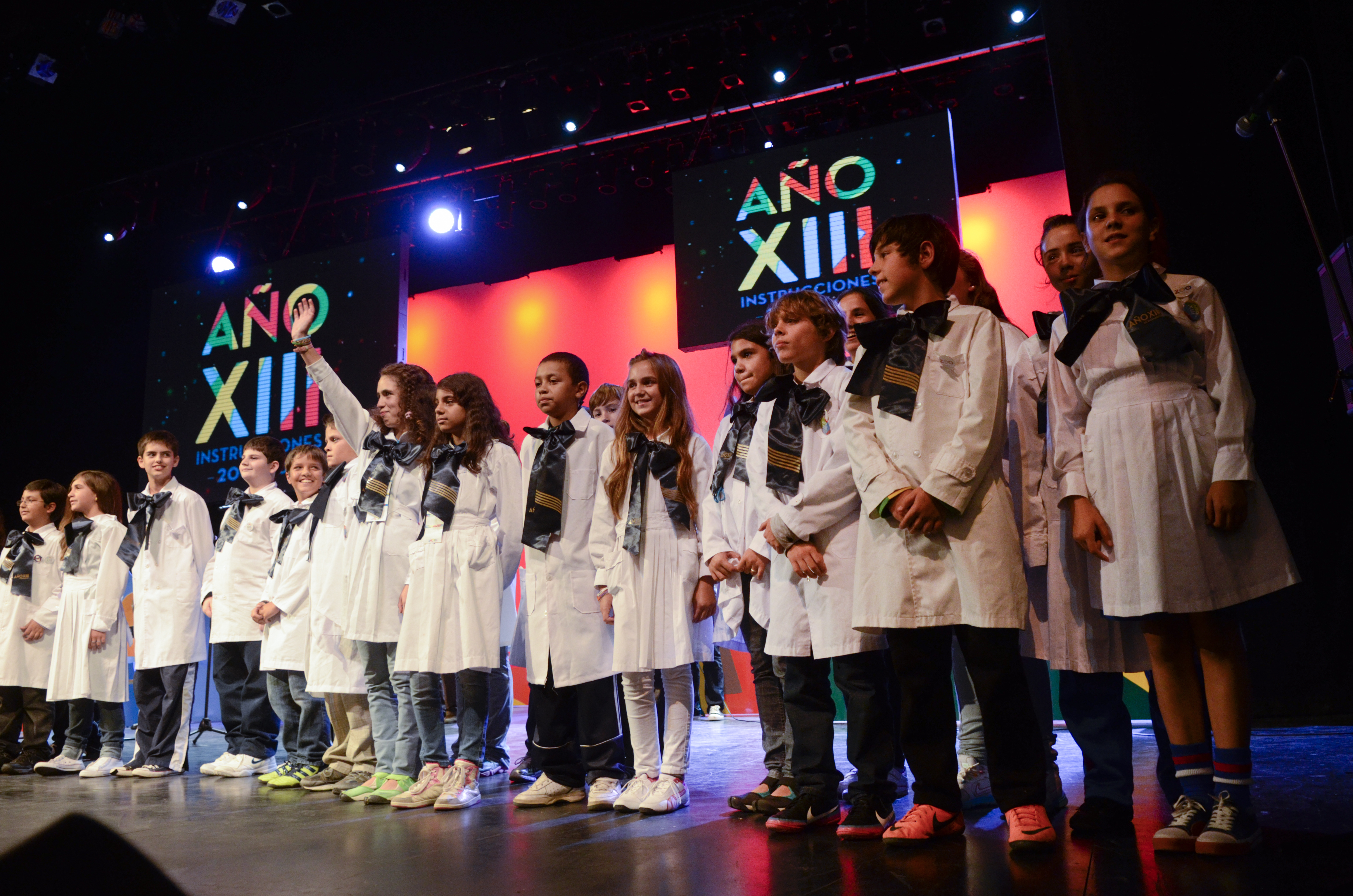
Ceremonia de Apertura de los Festejos del Año XIII.

### Bicentenario de las Instrucciones del Año XIII
En el mes de abril de 2013 se conmemoraron los 200 años del documento conocido como las Instrucciones del Año XIII. En este sentido la Secretaría llevó a cabo acciones que buscaron transmitir los principios representados en las Instrucciones elaboradas en 1813. En ocasión de esta conmemoración, el presidente José Mujica expresó: «Este viejo documento [por las Instrucciones del Año XIII] debería ser una nutriente para empezar a cotejar y pensar nuestra historia hacia el futuro. Si esta es una semana de tradición, buena cosa sería que al mismo tiempo fuera un tiempo de reflexión sobre el acontecer de nuestra historia y sobre el significado que tiene el artiguismo en nuestra génesis».

### Acto inaugural
Con motivo de la apertura de los festejos del Bicentenario de las Instrucciones del Año XIII, se celebró el 3 de abril de 2013 en el auditorio Adela Reta del Sodre una representación artística de este documento. El presidente de la república, José Mujica, asistió a la ceremonia junto al presidente de la Comisión del Bicentenario, Ricardo Ehrlich, la Intendenta de Montevideo, Ana Olivera, y Julio María Sanguinetti como representante de la Comisión de Honor del Bicentenario, entre otras autoridades. En la ceremonia, transmitida en vivo por TNU, actuaron Ana Prada, Fernando Cabrera, Jorge Nasser, Maia Castro, Falta y Resto y el Ballet Nacional del Sodre, entre otros artistas. El relato contó con 6 oradores y audiovisuales en los cuales niños de 19 escuelas de todo el país, más la escuela Artigas de Paraguay, protagonizaron contando su interpretación de las Instrucciones. En la tarde previa al evento, los niños estuvieron de recorrida por la capital y visitaron el Palacio Legislativo.

#### Asamblea General, sesión especial y solemne del 5 de abril (Palacio Legislativo)
Para conmemorar los 200 años de las Instrucciones del Año XIII, la Asamblea General se reunió en sesión especial, con presencia de más de 200 escolares en sala y con el Himno Nacional interpretado por el coro del Sodre. Expusieron sus visiones sobre la importancia histórica de las Instrucciones el diputado José Carlos Mahía, por el Partido Frente Amplio; el senador Jorge Larrañaga, por el Partido Nacional; el senador Alfredo Solari, por el Partido Colorado, y el diputado Iván Posada, por el Partido Independiente. Por último, el presidente de la Asamblea General invitó a los presentes a dirigirse al Salón de los Pasos Perdidos a presenciar el cuadro histórico Las Instrucciones del año XIII, del pintor Pedro Blanes Viale, que durante mucho tiempo había estado inaccesible para el público, y a escuchar la canción A Don José, interpretada por el coro de niños de la Escuela de Música N.º 310 «Hugo Balzo».

### Gran Fiesta Nacional
Estos festejos siguieron el espíritu de Las Vigilias del 2011. A partir de las 18:00 se llevó a cabo una fiesta ciudadana en todo el país. Diecinueve localidades en simultáneo celebraron el Bicentenario de las Instrucciones de Año XIII con contenidos artísticos, recreativos y costumbristas. En el predio de cada fiesta hubo una zona recreativa para todas las edades denominada «Instrucciones para Jugar», a cargo de la ONG La Mancha y una zona gastronómica con comidas típicas. Algunos de los espectáculos fueron el de Rubén Rada en San Carlos, el de Buitres en Trinidad, el de Laura Canoura en Río Negro, de la La Triple Nelson en Rivera y muchos otros, además de contar con artistas locales y artistas de las usinas culturales de cada región.

## Televisión
Fue transmitida por todas las televisores nacionales tomando como cabecera los canales de Montevideo principalmente Canal 5.